# Liste der Bodendenkmale in Stöckse
In der Liste der Bodendenkmale in Stöckse sind die Bodendenkmale der niedersächsischen Gemeinde Stöckse aufgeführt. Die Quelle ist der Denkmalatlas Niedersachsen. 

Stöckse im Landkreis Nienburg

Der Stand der Liste ist der 15. Januar 2025.

## Allgemein
In den Spalten finden sich folgende Informationen des Bodendenkmales:
| Lage         | geographische Koordinaten                                                           |
| Bezeichnung  | Bezeichnung lt. Denkmalatlas                                                        |
| Beschreibung | Beschreibung lt. Denkmalatlas                                                       |
| ID           | Objekt-ID                                                                           |
| Bild         | Bild, ggf. zusätzlich mit Link zu weiteren Fotos im Medienarchiv Wikimedia Commons. |

## Stöckse
| Lage                        | Bezeichnung                | Beschreibung | ID       | Bild           |
| --------------------------- | -------------------------- | --- | -------- | -------------- |
| 52° 37′ 59″ N, 9° 18′ 52″ O | Stöckse 1, Giebichenstein  | Einer der größten eiszeitlichen Findlinge Niedersachsens. Es handelt sich um einen erratischer Block aus der Saaleeiszeit mit 7,5 m Länge, 4,5 m Breite und 2,75 m Höhe über der heutigen Oberfläche. Der Stein reicht etwa 1 m tief, Gewicht ca. 330 Tonnen. Abgesehen von vermutlich neuzeitlichen Absprengungen weist er keinerlei menschliche Bearbeitungsspuren auf, gleichwohl dürfte er auch schon in vorgeschichtlicher Zeit eine wichtige Landmarke gewesen sein. | 39393873 | Weitere Bilder |
| 52° 38′ 0″ N, 9° 18′ 53″ O  | Stöckse 6, Großsteingrab   | Bereits 1821 erwähnt. Länge der Kammer ca. 12 m; Breite 3 – 3,4 m. Nordost-Südwest ausgerichtet. An östlicher Längswand sind alle sechs Trägersteine vorhanden, der nördlichste geborsten und umgestürzt, an Westseite drei Trägersteine vollständig und zwei stark beschädigt vorhanden. Der Trägerstein an der Nordecke und die Decksteine fehlen. Südlicher Abschlussstein ist vorhanden, nördlicher fehlt. Untersuchung durch W. Nowothnig 1967 – 69 ergab: 11 Trägersteine, in der Nordecke Standspur eines weiteren. | 36181476 | Weitere Bilder |
| 52° 37′ 59″ N, 9° 18′ 52″ O | Stöckse 6, Freilandstation | Hauptsächlich südöstlich des Findlinges konnten 1967 und 1968 insgesamt vier Fundkonzentrationen der späteiszeitlichen Jäger und Sammler der sog. Federmessergruppen dokumentiert werden. Laut H. Thieme (1991) fanden sich fast 700 Flintartefakte: hauptsächlich (unbearbeitete) Abschläge, Klingen, einige grobe Kernstücke. Der Werkzeuganteil beträgt nur ca. 1,5 % (Kratzer, Stichel, Bohrer, Schaber, eine Kerbspitze, 2 geknickte Rückenspitzen). Die relativ kleine Fundmenge und der geringe Werkzeuganteil sprechen für einen nur zu kurzfristigen Jagdaufenthalten aufgesuchten Platz. Die beiden Steinanhäufungen werden als Reste von Feuerstellen interpretiert. | 36181105 | BW             |
| 52° 37′ 48″ N, 9° 19′ 34″ O | Stöckse 10, Grabhügel      | Durchmesser ca. 20 m und Höhe ca. 1,5 m, mit altem zugewachsenem Kopfstich. | 36181723 | BW             |
| 52° 38′ 14″ N, 9° 17′ 25″ O | Stöckse 15, Grabhügel      | Durchmesser ca. 19 m und Höhe ca. 1 m, etwas unförmig. | 36183755 | BW             |
| 52° 38′ 27″ N, 9° 16′ 34″ O | Stöckse 16, Grabhügel      | Durchmesser ca. 8 m und Höhe ca. 0,4 m, leicht ovaler, gut gewölbt. | 36183820 | BW             |
| 52° 39′ 3″ N, 9° 19′ 50″ O  | Stöckse 71, Grabhügel      | Durchmesser ca. 20 m und Höhe ca. 1,3 m, hochgewölbt. Durch Tierbaue gestört. | 36180791 | BW             |
| 52° 39′ 0″ N, 9° 19′ 52″ O  | Stöckse 72, Grabhügel      | Durchmesser ca. 19 m und Höhe ca. 1,5 m, hochgewölbt, Kuppe abgeplattet. Alte Eingrabung an West-Seite (wohl Raubgrabung), Einkuhlungen. | 39396762 | BW             |
| 52° 37′ 47″ N, 9° 19′ 36″ O | Stöckse 73, Grabhügel      | Durchmesser ca. 7 m und Höhe ca. 0,4 m. Alter Kopfstich; etwa 50 % durch Acker zerstört. | 39382341 | BW             |
| 52° 38′ 12″ N, 9° 17′ 27″ O | Stöckse 80, Grabhügel      | Durchmesser ca. 13 m und Höhe ca. 0,9 m, rund, gut abgesetzt, durch Pflanzfurchen am Rand gestört. | 48808342 | BW             |
| 52° 38′ 11″ N, 9° 17′ 35″ O | Stöckse 81, Grabhügel      | Durchmesser ca. 20 m und Höhe ca. 1,3 m, rund, gut abgesetzt, durch Pflanzfurchen am Rand leicht beschädigt. | 48808667 | BW             |
| 52° 39′ 28″ N, 9° 19′ 59″ O | Stöckse 89, Grabhügel      | Durchmesser ca. 12 m und Höhe ca. 0,8 m, gut erhalten mit leicht gewölbter Kuppe und leicht unregelmäßiger Oberfläche, Ränder abgesetzt. | 49895620 | BW             |
| 52° 39′ 29″ N, 9° 19′ 58″ O | Stöckse 91, Grabhügel      | Durchmesser ca. 15 m und Höhe ca. 1 m, hochgewölbte Kuppe, mit leicht unregelmäßiger Oberfläche. Ränder abgesetzt. | 50687409 | BW             |

### Stöckse 17
- ID:39395550
- Grabhügelfeld.

| Lage                        | Bezeichnung | Beschreibung                                                                | ID       | Bild |
| --------------------------- | ----------- | --------------------------------------------------------------------------- | -------- | ---- |
| 52° 38′ 58″ N, 9° 17′ 29″ O | Stöckse 17  | Durchmesser ca. 13 m und Höhe ca. 1 m, mit leicht abgeflachter Kuppe.       | 36183918 | BW   |
| 52° 38′ 59″ N, 9° 17′ 31″ O | Stöckse 65  | Durchmesser ca. 11 m und Höhe ca. 0,8 m, mit abgeflachter Kuppe.            | 39386819 | BW   |
| 52° 38′ 57″ N, 9° 17′ 32″ O | Stöckse 66  | Durchmesser ca. 18 m und Höhe ca. 1 m, über nördliches Drittel ein Waldweg. | 39386834 | BW   |

### Stöckse 22
- ID:39394126
- Gruppe von 12 Grabhügeln.

| Lage                        | Bezeichnung | Beschreibung | ID       | Bild |
| --------------------------- | ----------- | --- | -------- | ---- |
| 52° 38′ 37″ N, 9° 17′ 33″ O | Stöckse 22  | Durchmesser ca. 13 m und Höhe ca. 0,7 m, Kuppe wurde gekappt. Alte Pflugspuren.                                                     | 36267127 | BW   |
| 52° 38′ 38″ N, 9° 17′ 36″ O | Stöckse 23  | Durchmesser ca. 19 m und Höhe ca. 1,2 m.                                                                                            | 36267161 | BW   |
| 52° 38′ 36″ N, 9° 17′ 35″ O | Stöckse 24  | Durchmesser ca. 12 m und Höhe ca. 0,7 m, mit verflachter Kuppe, Oberfläche unregelmäßig.                                            | 36267283 | BW   |
| 52° 38′ 36″ N, 9° 17′ 37″ O | Stöckse 25  | Durchmesser ca. 11 m und Höhe ca. 0,8 m, mit verflachter Kuppe, breite Holzrückespur.                                               | 36267316 | BW   |
| 52° 38′ 35″ N, 9° 17′ 38″ O | Stöckse 26  | Durchmesser ca. 12 m und Höhe ca. 0,6 m, mit verflachter Kuppe.                                                                     | 36267347 | BW   |
| 52° 38′ 36″ N, 9° 17′ 39″ O | Stöckse 27  | Durchmesser ca. 8 m und Höhe ca. 0,5 m, durch Waldweg am Rande gestört.                                                             | 36267372 | BW   |
| 52° 38′ 36″ N, 9° 17′ 39″ O | Stöckse 28  | Durchmesser ca. 10 m und Höhe ca. 0,7 m, verflacht, alte Pflugspuren und Holzrückespur am Südrand.                                  | 36267406 | BW   |
| 52° 38′ 35″ N, 9° 17′ 39″ O | Stöckse 29  | Durchmesser ca. 10 m und Höhe ca. 0,8 m, mit verflachter Kuppe, alte Pflugspuren. Nordrand durch Weg beschädigt, mit Holzrückespur. | 36267466 | BW   |
| 52° 38′ 35″ N, 9° 17′ 40″ O | Stöckse 30  | Durchmesser ca. 13 m und Höhe ca. 0,8 m, mit verflachter Kuppe und alten Pflugspuren sowie breiter Holzrückespur.                   | 36267519 | BW   |
| 52° 38′ 35″ N, 9° 17′ 40″ O | Stöckse 31  | Durchmesser ca. 12 m und Höhe ca. 0,7 m, mit verflachter Kuppe, alten Pflugspuren sowie breiter Holzrückespur.                      | 36267566 | BW   |
| 52° 38′ 35″ N, 9° 17′ 41″ O | Stöckse 32  | Durchmesser ca. 14 m und Höhe ca. 1 m, gut gewölbt, Kuppe abgeflacht; alte Pflugspuren.                                             | 36267593 | BW   |
| 52° 38′ 34″ N, 9° 17′ 43″ O | Stöckse 33  | Durchmesser ca. 16 m und Höhe ca. 1 m, gut gewölbt, Kuppe abgeflacht; alte Pflugspuren.                                             | 36268287 | BW   |

### Stöckse 34
- ID:39394294
- Grabhügelfeld.

| Lage                        | Bezeichnung | Beschreibung                                                                        | ID       | Bild |
| --------------------------- | ----------- | ----------------------------------------------------------------------------------- | -------- | ---- |
| 52° 38′ 13″ N, 9° 17′ 16″ O | Stöckse 34  | Durchmesser ca. 15 m und Höhe ca. 1 m, breite Pflugspuren.                          | 36183316 | BW   |
| 52° 38′ 13″ N, 9° 17′ 15″ O | Stöckse 35  | Durchmesser ca. 16 m und Höhe ca. 0,6 m, breite Pflugspuren.                        | 36183416 | BW   |
| 52° 38′ 13″ N, 9° 17′ 13″ O | Stöckse 36  | Durchmesser ca. 10 m und Höhe ca. 0,5 m, zum Weg hin 0,8 m mit breiten Pflugspuren. | 36183512 | BW   |

### Stöckse 41
- ID:36181639
- 16 Grabhügel obertägig erhalten. Vier weitere obertägig zerstört. Durchmesser der erhaltenen Hügel 5 – 16 m, H. 0,2 – 1,5 m. Kann in die Zeit des Spätneolithikums bis in die vorrömische Eisenzeit datiert werden.

| Lage                        | Bezeichnung | Beschreibung                                                                                       | ID       | Bild |
| --------------------------- | ----------- | -------------------------------------------------------------------------------------------------- | -------- | ---- |
| 52° 37′ 57″ N, 9° 19′ 7″ O  | Stöckse 41  | Durchmesser ca. 15 m und Höhe ca. 1,2 m, hochgewölbt, mehrere Tiergänge.                           | 39389664 | BW   |
| 52° 37′ 58″ N, 9° 19′ 8″ O  | Stöckse 42  | Durchmesser ca. 12 m und Höhe ca. 1 m, mit großen zugewachsenen Kopfstich.                         | 39389762 | BW   |
| 52° 37′ 59″ N, 9° 19′ 9″ O  | Stöckse 43  | Durchmesser ca. 10 m und Höhe ca. 0,6 m.                                                           | 39389815 | BW   |
| 52° 37′ 58″ N, 9° 19′ 11″ O | Stöckse 44  | Durchmesser ca. 17 m und Höhe ca. 1,2 m, gut gewölbt, zugewachsener Kopfstich.                     | 39389869 | BW   |
| 52° 37′ 57″ N, 9° 19′ 11″ O | Stöckse 45  | Durchmesser ca. 17 m und Höhe ca. 1,5 m, hochgewölbt.                                              | 39389923 | BW   |
| 52° 37′ 56″ N, 9° 19′ 8″ O  | Stöckse 47  | Durchmesser ca. 15 m und Höhe ca. 1,2 m, mehrere Tiergänge.                                        | 39390107 | BW   |
| 52° 37′ 56″ N, 9° 19′ 12″ O | Stöckse 48  | Durchmesser ca. 7 m und Höhe ca. 0,3 m, kaum noch als Hügel erkennbar.                             | 39390130 | BW   |
| 52° 37′ 57″ N, 9° 19′ 13″ O | Stöckse 49  | Durchmesser ca. 8 m und Höhe ca. 0,4 m.                                                            | 39390172 | BW   |
| 52° 37′ 57″ N, 9° 19′ 6″ O  | Stöckse 50  | Durchmesser ca. 8 m und Höhe ca. 0,3 m, unregelmäßige Form und Oberfläche.                         | 39390195 | BW   |
| 52° 37′ 58″ N, 9° 19′ 6″ O  | Stöckse 51  | Durchmesser ca. 5 m und Höhe ca. 0,2 m, von Fahrspur überquert.                                    | 39390240 | BW   |
| 52° 38′ 0″ N, 9° 19′ 5″ O   | Stöckse 52  | Durchmesser ca. 6 m und Höhe ca. 0,2 m.                                                            | 39390263 | BW   |
| 52° 37′ 58″ N, 9° 19′ 4″ O  | Stöckse 53  | Durchmesser ca. 8 m und Höhe ca. 0,4 m.                                                            | 39390279 | BW   |
| 52° 37′ 55″ N, 9° 19′ 12″ O | Stöckse 58  | Archäologisch untersucht. Nur noch Steinsetzung erhalten bzw. rekonstruiert.                       | 36183003 | BW   |
| 52° 37′ 55″ N, 9° 19′ 10″ O | Stöckse 59  | Durchmesser ca. 6 m und Höhe ca. 0,4 m. Rest, zu 75 % durch Sandabfuhr zerstört.                   | 39390322 | BW   |
| 52° 37′ 55″ N, 9° 19′ 10″ O | Stöckse 60  | Durchmesser ca. 6 m und Höhe ca. 0,4 m. Alter Kopfstich; Rand durch Waldweg gestört bzw. zerstört. | 39390330 | BW   |
| 52° 37′ 55″ N, 9° 19′ 9″ O  | Stöckse 61  | Durchmesser ca. 8 m und Höhe ca. 0,5 m. alter zugewachsener Kopfstich.                             | 39390338 | BW   |
| 52° 37′ 55″ N, 9° 19′ 11″ O | Stöckse 62  | Durchmesser ca. 5 m und Höhe ca. 0,2 m.                                                            | 39390443 | BW   |

## Wenden
| Lage                        | Bezeichnung          | Beschreibung | ID       | Bild |
| --------------------------- | -------------------- | --- | -------- | ---- |
| 52° 37′ 37″ N, 9° 21′ 17″ O | Wenden 17, Grabhügel | Durchmesser ca. 19 m und Höhe ca. 1 m. Kuppe gewölbt, mit stark unregelmäßiger Oberfläche und Einkuhlung im Westen. Ränder gut abgesetzt und nur im Norden auslaufend. Über den südlichen Hügelfuß eine Fahrspur. | 49894390 | BW   |